# Oxypoda longipes
Oxypoda longipes är en skalbaggsart som beskrevs av Étienne Mulsant och Claudius Rey 1861. Oxypoda longipes ingår i släktet Oxypoda, och familjen kortvingar. Arten är reproducerande i Sverige.